# Simulium iridescens
Simulium iridescens är en tvåvingeart som beskrevs av Meijere 1913. Simulium iridescens ingår i släktet Simulium och familjen knott. Inga underarter finns listade i Catalogue of Life.